# Vũ Sơn, Mã An Sơn
Vũ Sơn (chữ Hán giản thể: 雨山区, âm Hán Việt: Vũ Sơn khu) là một quậnthuộc địa cấp thị Mã An Sơn, tỉnh An Huy, Cộng hòa Nhân dân Trung Hoa. Quận Vũ Sơn có diện tích 130 km2, dân số 210.000 người (2001). Về mặt hành chính, quận này được chia thành 4 nhai đạo biện sự xứ, 2 trấn, 1 hương. 
- Nhai đạo biện sự xứ: Vũ Sơn, Bình Hồ, An Dân, Thái Thạch Ky.
- Trấn: Hướng Sơn, Ngân Đường.
- Hương: Giai Sơn.